# آلیشیا مورو د جاستو
آلیشیا مورو د جاستو (انگلیسی: Alicia Moreau de Justo; ۱۱ اکتبر ۱۸۸۵ – ۱۲ مهٔ ۱۹۸۶) سیاست‌مدار، استاد دانشگاه، روزنامه‌نگار، و پزشک اهل آرژانتین بود.